# Ratschow-Lagerungsprobe
Die Ratschow-Lagerungsprobe ist ein einfacher medizinischer Test zur Erkennung arterieller Durchblutungsstörungen der unteren Extremität wie bei der pAVK (periphere arterielle Verschlusskrankheit). Die Diagnose pAVK wird dann mit dem Knöchel-Arm-Index (ABI) gestellt.

## Ablauf des Tests
Zur Durchführung der Lagerungsprobe nach Ratschow muss sich der Patient auf den Rücken legen und die Beine senkrecht (im Winkel von 90°) anheben. Dann vollführt er über maximal zwei Minuten oder bis zum Auftreten von Schmerzen ca. 30 Sprunggelenksbewegungen pro Minute. Patienten, die die Beine nicht so lange halten können, sollen diese abstützen oder von anderen Personen halten lassen.
Nach Ablauf dieser Zeit setzt sich der Patient hin und lässt die Unterschenkel herabhängen. Daraufhin werden die Zeiten bis zum Erreichen der folgenden Zustände der Venenfüllung gemessen. Bei der pAVK sind diese Zeiten allgemein verlängert. Bei den folgenden Angaben handelt es sich um Richtwerte:
- Leichte diffuse Rötung der Füße: Normalerweise wird dieser Zustand innerhalb von 5 Sekunden erreicht. Bei Patienten mit pAVK dauert dies wesentlich länger (20 bis 60 Sekunden).
- Venenfüllung am Fußrücken: Normal sind bis zu 20 Sekunden. Bei pAVK-Patienten dauert die vollständige Venenfüllung über 60 Sekunden.

Während der Ratschow-Lagerungsprobe sollte noch auf andere Zeichen geachtet werden: Setzen während des Beinhebens Schmerzen ein, werden sie ausgeprägt und anhaltend blass oder gibt es eine Seitendifferenz der Färbung der Füße, spricht dies ebenfalls, auch ohne Füllungszeitverlängerung, für eine manifeste pAVK. Fällt die Ratschow-Lagerungsprobe positiv aus oder sprechen andere Zeichen für eine pAVK, muss eine weitergehende Diagnostik erfolgen, um die Verdachtsdiagnose zu sichern.
Im fortgeschrittenen Stadium der pAVK (III/IV) und bei manifester Herzinsuffizienz ist die Untersuchung kontraindiziert.
Vergleichbare Testmethoden zur Beurteilung der Durchblutungssituation anhand optischer Merkmale sind der Pole-Test und der Buerger-Test.